# كينيتشيرو ماتسدا
كينيتشيرو ماتسدا (松田健一郎 ماتسدا كينيتشيرو) هو مؤدي أصوات ياباني ولد في 22 يناير 1978 في محافظة سايتاما.

## أدواره في الأنمي

### مسلسلات أنمي تلفزيونية
- دراماتيكال مردر - مينك
- كوبرا ذي أنيميشن - غارسيا
- مغامرة جوجو الغريبة - دونوفان
- شيكي - أتسشي أوكاوا
- شين مازنجر الجزء Z - بوس
- Phantom 〜Requiem for the Phantom〜 - جاكسون
- أوكيكو فوريكابوتّيه 〜فصل بطولة الصيف〜 - شوهيه موريا
- أمير التنس الجديد - ريوجي تسوغي
- البدلة المتنقلة جاندام إيج - جراد أوتو
- جاليلي دونا - لودغر فيرهوفن
- هاماتورا - ويت
- سأتحول إلى فتاة تسريحة الذيلين! - تايغرغيلدي
- أغنية حب طيار - غريغوريو لا إير
- سورد آرت أونلاين II - بهيموث
- أبطال الزهور الستة - كواتو غاين
- الخطايا السبع المميتة - عفريت أحمر، تايزو, مارماس
- فينلاند ساغا - ثورز

### أفلام أنمي
- أورا: معركة ماريوينكوغا الأخيرة - تاتسوو أندو

## أدواره في ألعاب الفيديو
- كونسبشن: رجاء أنجبي أطفالي - شانغري-لا

## أدواره في الدبلجة اليابانية
- كامب لازلو - كلام
- شباب العدالة - أكوالاد

## وصلات خارجية
- كينيتشيرو ماتسدا على موقع IMDb (الإنجليزية)
- كينيتشيرو ماتسدا على موقع قاعدة بيانات الفيلم (الإنجليزية)